# IV Liceum Ogólnokształcące im. kpt. pil. Eugeniusza Horbaczewskiego w Zielonej Górze
IV Liceum Ogólnokształcące im. kpt. pil. Eugeniusza Horbaczewskiego w Zielonej Górze – powstało w 1979 jako Liceum Lotnicze.
W 1989 zostało przekształcone w Liceum Wojskowe, a następnie w 1992 w Liceum Ogólnokształcące z systemem amerykańskim. Patronem szkoły jest Eugeniusz Horbaczewski, stąd hasło promujące szkołę Szkoła wysokich lotów. Cechą wyróżniającą tę szkołę jest wprowadzony od roku szkolnego 1994/1995 system amerykański.

## Historia
Liceum Lotnicze w Zielonej Górze zostało utworzone we wrześniu 1979 jako filia szkoły w Dęblinie. Twórcami liceum byli: ówczesny komendant Wyższej Oficerskiej Szkoły Lotniczej w Dęblinie gen. dr Józef Kowalski ze strony wojska, Zbyszko Piwoński – ówczesny wojewoda zielonogórski, późniejszy senator RP oraz Henryk Baturo, ówczesny kurator oświaty i wychowania, później radny Sejmiku Województwa Lubuskiego.
Od 2 lutego 1982 Liceum Lotnicze stało się samodzielną szkołą. W tym też roku, 13 września, szkoła otrzymała sztandar.
Liceum Lotnicze prowadziło kształcenie młodzieży męskiej w zawodzie mechanik osprzętu lotniczego. Głównym celem, jaki stał przed szkołą, było przygotowanie kandydatów do „dęblińskiej szkoły orląt”. Z zadań tych wywiązało się bardzo dobrze. W opinii wykładowców WOSL absolwenci Liceum Lotniczego w Zielonej Górze byli znacznie lepiej przygotowani do dalszych studiów niż ich koledzy po Liceum Lotniczym w Dęblinie.
1 września 1988 szkoła otrzymała imię kpt. pil. Eugeniusza Horbaczewskiego. Wraz ze zmianami strukturalnymi zachodzącymi w wojsku zmalało zapotrzebowanie na kandydatów do szkół wojskowych, a szczególnie do lotnictwa. Doprowadziło to do przekształcenia Liceum Lotniczego w Wojskowe Liceum Ogólnokształcące w 1989 roku. Niestety, dalsze zmiany spowodowały, że w 1992 decyzją Ministerstwa Obrony Narodowej prawie wszystkie licea wojskowe zostały zlikwidowane, w tym także zielonogórskie.
Od 1 września 1992 szkoła funkcjonuje jako IV Liceum Ogólnokształcące. Szkoła utrzymała imię nadane Liceum Lotniczemu i podtrzymuje tradycje swojej poprzedniczki. Charakterystyczną cechą tej szkoły jest eksperymentalny program nauczania. Szkoła prowadzi szeroką działalność wychowawczą, edukacyjną i kulturalną. Współpracuje ze szkołami z Niemiec, Francji, Holandii, Ukrainy i Białorusi. W zielonogórskim środowisku szkolnym pozostała nadal „Lotnikiem”.
W latach 2002–2019 przy liceum funkcjonowało gimnazjum. We wrześniu 2002 zmianie uległa nazwa placówki na „Zespół Szkół Akademickich w Zielonej Górze”, który obejmował IV Liceum Ogólnokształcące i 10. Gimnazjum. W latach 2002–2019 organem prowadzącym szkołę był dr Stefan Bulanda – twórca szkoły od początku jej istnienia, a także autor wdrożenia w niej systemu amerykańskiego. Od 1 wrześnie 2019 organem prowadzącym szkołę jest miasto Zielona Góra.
Od 1979 szkołę ukończyło 2136 osób. W roku szkolnym 1990/1991 do liceum trafiły dziewczęta, a pierwsze maturzystki opuściły szkołę w roku 1992/1993.

### Najważniejsze wydarzenia z życia szkoły
- Pierwsza inauguracja roku szkolnego – 9 listopada 1979
- Pierwsza matura – 1983
- Nadanie sztandaru – 12.09.1982
- Nadanie imienia – 01.09.1988
- Powołanie WLO – 01.09.1989
- Likwidacja WLO – 1992
- Powołanie IV LO – 1992
- Powołanie „Zespołu Szkół Akademickich” – 1 września 2002 (do 31 sierpnia 2019)

## System amerykański w IV Liceum Ogólnokształcącym
Został wprowadzony od roku szkolnego 1994/1995. „Lotnik” jest drugą szkołą w Polsce, która wprowadziła ten system.
Autorzy systemu w zielonogórskiej „czwórce”, Stefan Bulanda i Joanna Andrzejewska, postawili sobie za cel wprowadzenie pięciu zasad organizacji procesu dydaktyczno-wychowawczego. Zasady te wynikały z oczekiwań młodzieży, rodziców oraz nauczycieli i sprowadzały się do:
- zindywidualizowania kształcenia młodzieży,
- efektywniejszej nauki języków obcych,
- wprowadzenia wewnątrzszkolnych standardów edukacyjnych,
- wychowania służącego kształtowaniu właściwych postaw.

W roku 1994 rozpoczęto prace nad projektem eksperymentu, z uwzględnieniem opinii młodzieży, rodziców i nauczycieli oraz wzorów amerykańskich. W roku 1995 eksperyment został opracowany, a jego część wprowadzona do realizacji jako innowacja. Obejmowała ona punktowy system oceniania i podział roku szkolnego na 3 okresy.
Zgodnie z założeniami rok szkolny podzielony został na trzy okresy, z których każdy trwa 60 dni zajęć szkolnych. Zajęcia lekcyjne odbywają się w grupach przedmiotowych (oznacza to, że język polski u nauczyciela X może mieć np. 3 uczniów z klasy A, 15 uczniów z klasy B, 2 uczniów z klasy C i 7 uczniów z klasy D), natomiast wychowawcze w oddziałach klasowych (czyli klasa A ma godzinę wychowawczą ze swoim wychowawcą a klasa B ze swoim). Program nauczania w cyklu 3-letnim trwa 8 okresów (w klasach I i II po 3 okresy w roku, w klasach III 2 trymestry) i obejmuje: zajęcia zawierające podstawy programowe, oznaczone numerami kursów 101,102 itd., specjalizację przedmiotową, oznaczoną numerami kursów 201,202 i zajęcia pozalekcyjne oznaczone jako 301,302 itd. Kursy obejmują 60 godzin zajęć lekcyjnych i stanowią programową całość. Plan nauczania określa przedmioty obowiązkowe i specjalizacyjne wraz z określoną ilością kursów do realizacji. W końcowym etapie punkty zostają przeliczone na tradycyjne oceny. Z każdego przedmiotu uczeń może otrzymać 300 pkt w danym okresie nauki. Stosuje się następujące zasady przeliczania punktów na oceny:
- od 291–300 pkt – ocena celująca
- 241–290 – ocena bardzo dobra
- 201–240 – ocena dobra
- 161–200 – ocena dostateczna
- 121–160 – ocena dopuszczająca
- mniej niż 121 – ocena niedostateczna.

Oznacza to, że gdy uczeń w I trymestrze uzyskał z języka polskiego 220 pkt/300, to w ‘normalnej’ szkole otrzymałby 4.
Zasadą ustaloną w eksperymencie jest to, że nie ma możliwości zmiany punktacji w trakcie okresu. Twórcom eksperymentu (mgr Joannie Andrzejewskiej i dr Stefanowi Bulandzie) chodziło o stworzenie warunków i motywacji do zdobywania wiedzy w sposób systematyczny. W dotychczas stosowanym systemie okresem wzmożonej mobilizacji do nauki był ostatni okres lub w najlepszym przypadku ostatni rok realizacji przedmiotu. Autorzy eksperymentu, na podstawie własnych doświadczeń pedagogicznych uznali, że powtarzanie klasy i wszystkich przedmiotów obowiązujących w planie nauczania dla danej klasy nie daje pożądanych rezultatów. Uczeń nie uzyskuje w końcowej klasyfikacji wyższych stopni i nie jest to mobilizacja do lepszej i bardziej systematycznej pracy. Uczeń powtarzający kurs zostaje warunkowo promowany. Realizuje wszystkie przedmioty zgodnie z planem nauczania, powtarzając tylko ten, z którego otrzymał ocenę niedostateczną. Nie ma tej możliwości w ostatnim okresie nauki.
Przykładowy rozkład kursów dla ucznia, który w II klasie wybrał specjalizację językową. Każdy uczeń ma codziennie ten sam plan lekcji. Wyrabia to nawyk systematycznego uczenia się i w opinii uczniów doskonale sprawdza się w szkolnych realiach.
Każdy uczeń ma do wyboru 1 z 4 języków obcych (angielski, niemiecki, włoski, francuski), który będzie miał codziennie przez 3 lata, oraz 2 język obcy (inny niż ten podstawowy), którego będzie się uczył codziennie przez całą 1 klasę.
Do wyboru są specjalizacje: językowa, dziennikarska, prawno-społeczna, medyczna, farmaceutyczna, psychologiczno-pedagogiczna, politechniczna (mat-fiz-inf) i ekonomiczno-menadżerska.

## Znani absolwenci[potrzebnyprzypis]
- dr Anna Goc – biochemiczka, Kierownik Oddziału Chorób Zakaźnych, Instytut Medycyny Komórkowej dr Ratha, w Santa Clara, w Kalifornii[potrzebny przypis]
- Damian Aleksander – aktor z Teatru Muzycznego Roma
- gen. bryg. pil. Tomasz Drewniak (absolwent LL 1983)- Dowódca 4.Skrzydła Lotnictwa Szkolnego – Siły Powietrzne
- gen. bryg. Kazimierz Dyński (absolwent LL 1983) – Szef Zarządu Obrony Powietrznej i Przeciwrakietowej – Zastępca Inspektora Rodzajów Wojsk – Dowództwo Generalne RSZ
- gen. bryg. pil. Adam Świerkocz (absolwent LL 1983)- Dowódca 4.Skrzydła Lotnictwa Transportowego – Siły Powietrzne
- gen. bryg. pil. Stefan Rutkowski (absolwent LL 1984) – Szef Wojsk Lotniczych – Siły Powietrzne
- płk dypl. pil. Wojciech Krupa (absolwent LL 1984) – Dowódca 31.Bazy Lotniczej – Siły Powietrzne
- płk mgr inż. pil. Jacek Zygmanowski (absolwent LL 1984) – Dowódca 22 Ośrodka Dowodzenia i Naprowadzania – Siły Powietrzne
- Mirosław Chojnacki – indywidualny i drużynowy Mistrz Polski w zawodach sportowo-obronnych
- Robert Mortka – złoty medalista Mistrzostw Polski w zawodach sportowo-obronnych oraz brązowy medalista w wieloboju spadochronowym
- Jacek Zalewski – mistrz Polski w zawodach sportowo-obronnych
- Jacek Adamski – srebrny medalista mistrzostw Polski w wieloboju spadochronowym Mielec-82
- Stanisław Gacek – drużynowy wicemistrz Polski w zawodach obronnych
- por. pil. Katarzyna Tomiak-Siemieniewicz – pierwsza kobieta w historii lotnictwa polskiego, która została pilotem myśliwca MiG-29[5][6]